# Franz Gämmerler
Franz Gämmerler (geb. 1803; gest. 13. März 1876 in Wien) war ein deutscher Theaterschauspieler und Schriftsteller.

## Leben
Franz Gämmerler debütierte im Januar 1822 an der Hofbühne am Isartor in München unter der Direktion Carl Carls. Dieser nahm den jungen Schauspieler dann mit nach Wien und engagierte ihn zuerst fürs Theater an der Wien und für das Leopoldstädter Theater. Dort spielte er ununterbrochen bis zu seinem Tod am 13. März 1876.
Die ersten zwanzig Jahre spielte er zunächst erste Helden und Liebhaber, dann ging er in das ältere Fach über. Auf beiden Gebieten gehörte er zu den Lieblingen des Wiener Publikums. Gämmerler verfasste auch eine Biografie des Direktors Carl. Er war, so wie Wenzel Scholz, häufiger Bühnenkollege Johann Nestroys und spielte in vielen von dessen Werken mit.

## Rollen (Auswahl)
- 1832: Der gefühlvolle Kerckermeister, der Mörder Würgano
- 1833: Der Tritschtratsch, der Neffe Gottlieb Fiedler
- 1835: Weder Lorbeerbaum noch Bettelstab, der Sohn Johann Grundl
- 1835: Eulenspiegel oder Schabernack über Schabernack, den Jäger Heinrich
- 1837: Moppels Abentheuer, der William
- 1838: Gegen Torheit gibt es kein Mittel, der Dichter Florfeld
- 1843: Nur Ruhe!, der Geschäftsführer Franz Walkauer
- 1845: Das Gewürzkrämerkleeblatt, der Kommis Viktor
- 1846: Der Unbedeutende, der Herr von Lockerfeld

## Werke
- Theater-Director Carl: sein Leben und sein Wirken. Wallishauser, Wien 1854.[2]